# Augustin Katumba Mwanke
Augustin Katumba Mwanke, né le 5 octobre 1963 à Pweto un territoire dans le Haut-Katanga et mort le 12 février 2012  à Bukavu dans le Sud-Kivu dans un crash d'avion, est un homme d'État de la République démocratique du Congo. Diplômé de la faculté de Polytechnique de Kinshasa, Gouverneur du katanga en 1998,  ministre délégué à la présidence chargé du portefeuille de l'État du 17 janvier 2001 au 17 novembre 2002 dans le gouvernement de Joseph Kabila lors de son accession au pouvoir en 2001, il fut secrétaire général du gouvernement, depute élu, puis ambassadeur itinérant du président Kabila.